# Qualificazioni al campionato europeo maschile di calcio 2024 - Gruppo H
Il gruppo H delle qualificazioni al campionato europeo di calcio 2024 è composto da sei squadre: Danimarca, Finlandia, Slovenia, Kazakistan, Irlanda del Nord e San Marino. La composizione dei gruppi di qualificazione è stata sorteggiata il 9 ottobre 2022.

## Classifica
| Squadra          | Pt | G  | V | N | P  | GF | GS | DR  |
| ---------------- | -- | -- | - | - | -- | -- | -- | --- |
| Danimarca        | 22 | 10 | 7 | 1 | 2  | 19 | 10 | +9  |
| Slovenia         | 22 | 10 | 7 | 1 | 2  | 20 | 9  | +11 |
| Finlandia        | 18 | 10 | 6 | 0 | 4  | 18 | 10 | +8  |
| Kazakistan       | 18 | 10 | 6 | 0 | 4  | 16 | 12 | +4  |
| Irlanda del Nord | 9  | 10 | 3 | 0 | 7  | 9  | 13 | -4  |
| San Marino       | 0  | 10 | 0 | 0 | 10 | 3  | 31 | -28 |

## Risultati

### Prima giornata
| Arbitro: | Glenn Nyberg |

|               |           |                          |
| Samorodov 23’ | Marcatori | 47’ Brekalo 78’ Vipotnik |

| Arbitro: | Daniel Siebert |

|                         |           |            |
| Højlund 21’, 82’, 90+3’ | Marcatori | 53’ Antman |

| Arbitro: | Gergő Bogár |

|  |           |                     |
|  | Marcatori | 24’, 55’ D. Charles |

### Seconda giornata
| Arbitro: | Novak Simović |

|                                                     |           |                  |
| Zaınýtdınov 73’ (rig.) Tağıbergen 86’ Aýımbetov 89’ | Marcatori | 21’, 35’ Højlund |

| Arbitro: | Nathan Verboomen |

|                              |           |  |
| Šeško 56’ Di Maio 60’ (aut.) | Marcatori |  |

| Arbitro: | Ivan Kružliak |

|  |           |             |
|  | Marcatori | 28’ Källman |

### Terza giornata
| Arbitro: | Guillermo Cuadra Fernández |

|                           |           |  |
| Pohjanpalo 13’ Antman 64’ | Marcatori |  |

| Arbitro: | Daniel Stefański |

|          |           |  |
| Wind 47’ | Marcatori |  |

| Arbitro: | Anastasios Papapetrou |

|  |           |                                                         |
|  | Marcatori | 37’ Vorogovskıı 64’ (rig.) Tağıbergen 90+5’ Zaınýtdınov |

### Quarta giornata
| Arbitro: | Genc Nuza |

|                                                       |           |  |
| Kamara 16’ Källman 39’ Håkans 65’, 72’, 74’ Pukki 76’ | Marcatori |  |

| Arbitro: | Roi Reinshreiber |

|  |           |               |
|  | Marcatori | 88’ Aýımbetov |

| Arbitro: | François Letexier |

|            |           |             |
| Šporar 25’ | Marcatori | 42’ Højlund |

### Quinta giornata
| Arbitro: | Radu Petrescu |

|  |           |            |
|  | Marcatori | 78’ Antman |

| Arbitro: | Vitālijs Spasjoņņikovs |

|                                               |           |  |
| Højbjerg 26’ Mæhle 28’ Wind 40’ Eriksen 90+3’ | Marcatori |  |

| Arbitro: | Marco Guida |

|                                           |           |                    |
| Šporar 3’, 56’ Evans 17’ (aut.) Šeško 42’ | Marcatori | 7’ Price 53’ Evans |

### Sesta giornata
| Arbitro: | Daniel Schlager |

|               |           |  |
| Samorodov 27’ | Marcatori |  |

| Arbitro: | Szymon Marciniak |

|  |           |              |
|  | Marcatori | 86’ Højbjerg |

| Arbitro: | Mykola Balakin |

|  |           |                                                 |
|  | Marcatori | 4’ Vipotnik 16’ Mlakar 61’ Lovric 67’ Karničnik |

### Settima giornata
| Arbitro: | Bram Van Driessche |

|                                     |           |  |
| Smyth 5’ Magennis 11’ McMenamin 81’ | Marcatori |  |

| Arbitro: | Daniele Orsato |

|                                   |           |  |
| Šeško 16’ (rig.), 28’ Janža 90+2’ | Marcatori |  |

| Arbitro: | Michael Oliver |

|                          |           |                 |
| Wind 36’ Skov 45+1’, 48’ | Marcatori | 58’ Vorogovskıı |

### Ottava giornata
| Arbitro: | Irfan Peljto |

|            |           |                             |
| Taylor 28’ | Marcatori | 77’ (rig.), 89’ Zaınýtdınov |

| Arbitro: | István Kovács |

|  |           |                 |
|  | Marcatori | 5’ Gnezda Čerin |

| Arbitro: | Viktor Kopiievskyi |

|               |           |                         |
| Golinucci 61’ | Marcatori | 42’ Højlund 70’ Poulsen |

### Nona giornata
| Arbitro: | Harald Lechner |

|                                           |           |               |
| Chesnokov 19’, 51’ Aýımbetov 90+2’ (rig.) | Marcatori | 60’ Franciosi |

| Arbitro: | Əliyar Ağayev |

|                                                    |           |  |
| Pohjanpalo 42’ (rig.) Håkans 48’ Pukki 74’ Lod 88’ | Marcatori |  |

| Arbitro: | José María Sánchez Martínez |

|                       |           |           |
| Mæhle 26’ Delaney 54’ | Marcatori | 30’ Janža |

### Decima giornata
| Arbitro: | Jérôme Brisard |

|                       |           |  |
| Price 60’ Charles 81’ | Marcatori |  |

| Arbitro: | Manfredas Lukjančukas |

|                      |           |                |
| Berardi 90+7’ (rig.) | Marcatori | 50’, 58’ Soiri |

| Arbitro: | Szymon Marciniak |

|                             |           |            |
| Šeško 41’ (rig.) Verbič 86’ | Marcatori | 48’ Orazov |

## Classifica marcatori
7 reti
- Rasmus Højlund

5 reti
- Benjamin Šeško (2 rigori)

4 reti
- Daniel Håkans

- Baqtııaar Zaınýtdınov (2 rigori)

3 reti
- Jonas Wind
- Oliver Antman

- Abat Aýımbetov (1 rigore)
- Dion Charles

- Andraž Šporar

2 reti
- Pierre-Emile Højbjerg
- Joakim Mæhle
- Robert Skov
- Benjamin Källman
- Joel Pohjanpalo (1 rigore)

- Teemu Pukki
- Pyry Soiri
- Islam Chesnokov
- Maksim Samorodov
- Asqat Tağıbergen (1 rigore)

- Ian Vorogovskıı
- Isaac Price
- Erik Janža
- Žan Vipotnik

1 rete
- Thomas Delaney
- Christian Eriksen
- Yussuf Poulsen
- Glen Kamara
- Robin Lod
- Robert Taylor
- Ramazan Orazov

- Jonny Evans
- Josh Magennis
- Conor McMenamin
- Paul Smyth
- Filippo Berardi (1 rigore)
- Simone Franciosi
- Alessandro Golinucci

- David Brekalo
- Adam Gnezda Čerin
- Žan Karničnik
- Sandi Lovric
- Jan Mlakar
- Benjamin Verbič

Autoreti
- Jonny Evans (1, pro  Slovenia)

- Roberto Di Maio (1, pro  Slovenia)